# Curvularia robusta
Curvularia robusta är en svampart som beskrevs av Kilp. & Luttr. 1967. Curvularia robusta ingår i släktet Curvularia och familjen Pleosporaceae.   Inga underarter finns listade i Catalogue of Life.